# Петров, Владимир Тихонович
Владимир Тихонович Петров — советский хозяйственный и политический деятель.

## Биография
Родился в 1922 году в посёлке Озеро-Карачи. Член КПСС.
Участник Великой Отечественной войны в составе 155-го гвардейского штурмового авиационного полка, 6-й гвардейской истребительной авиационной дивизии
Окончил Челябинский механико-машиностроительный институт.
В 1949—1959 гг. — инженер-конструктор в Челябинском филиале Гипромеза, заведующий промышленно-транспортным отделом, 2-й, 1-й секретарь Металлургического райкома КПСС города Челябинска.
В 1959—1971 гг. — заведующий отделом тяжелой промышленности Челябинского обкома КПСС, сотрудник аппарата ЦК КПСС, секретарь, 2-й секретарь Челябинского обкома КПСС.
В 1971—1984 гг. — заместитель председателя, секретарь, помощник председателя Челябинского облисполкома.
С 1984 — персональный пенсионер союзного значения.
Умер в 1991 году в Челябинске.

## Награды
- Орден Отечественной войны II степени (06.04.1985)
- Орден Трудового Красного Знамени (1966, 25.08.1971, 1976)
- Орден Красной Звезды (19.05.1945)
- Орден Знак Почёта (1958)